# Katolícka škola
Katolícka škola (magyarul Katolikus iskola) egy szlovák nyelven megjelenő egyházi és pedagógiai lap volt a Magyar Királyságban. Nagyszombatban adták ki 1874 és 1875 között. Elődje az 1871 és 1873 között kiadott Konfessionálna škola című lap volt.